# Prinsessan Amelia av Storbritannien
Prinsessan Amelia av Storbritannien, född 30 maj 1711 i Hannover i Tyskland, död 31 oktober 1786 i London, var en brittisk prinsessa, dotter till kung Georg II och Caroline av Ansbach.

## Biografi
Amelia föddes i Tyskland; då farfadern blev kung i Storbritannien och fadern brittisk tronföljare år 1714 följde hon resten av familjen till London. Hon var utsedd till brud åt kung Fredrik II av Preussen, men Fredrik tvingades år 1733 att gifta sig med en annan prinsessa. Amelia förblev ogift och bodde tillsammans med sin far fram till hans död 1760. 
Amelia beskrivs som en relativt informell sällskapsmänniska med stort umgänge och tolerans gentemot andra. Hennes stora intresse var spel, och hon upprätthöll ett livligt sällskapsliv med spelpartier och baler fram till sin död. Hon har skildrats ingående av Lady Mary Coke, som var en av hennes närmaste vänner fram till deras brytning 1781.
Amelia, som ansågs vara en kvick skönhet, hade enligt uppgift kärleksförhållanden med hertigen av Newcastle och hertigen av Grafton.  Den senare ska ha förargat hennes mor genom att uppträda för familjärt, och ställt till skandal då han och Amelia vid ett tillfälle stannade borta en hel natt under en jakt på Windsor.  Modern ska då ha förebrått Amelia och hotat med att tala om det för kungen, hennes far, men övertalades att avstå och tysta ned det hela på inråden av lord Walpole.
År 1740 blev hon möjligen mor till kompositören Samuel Arnold efter en relation med den ofrälse Thomas Arnold. Hon blev 1751 ägare till parken Richmond Park, och stängde den då för allmänheten; hon tvingades öppna den igen 1758 efter ett rättegångsbeslut. 1761 blev hon ägare till Gunnersbury Park i Middlesex, där hon omkring 1777–1784 drev ett badhus, nu listat som historiskt minnesmärke, Princess Amelia's Bathhouse.

## Eftermäle
Amelia Island i nordöstra Florida samt Amelia County i Virginia har fått sina namn efter henne.

## Referenser

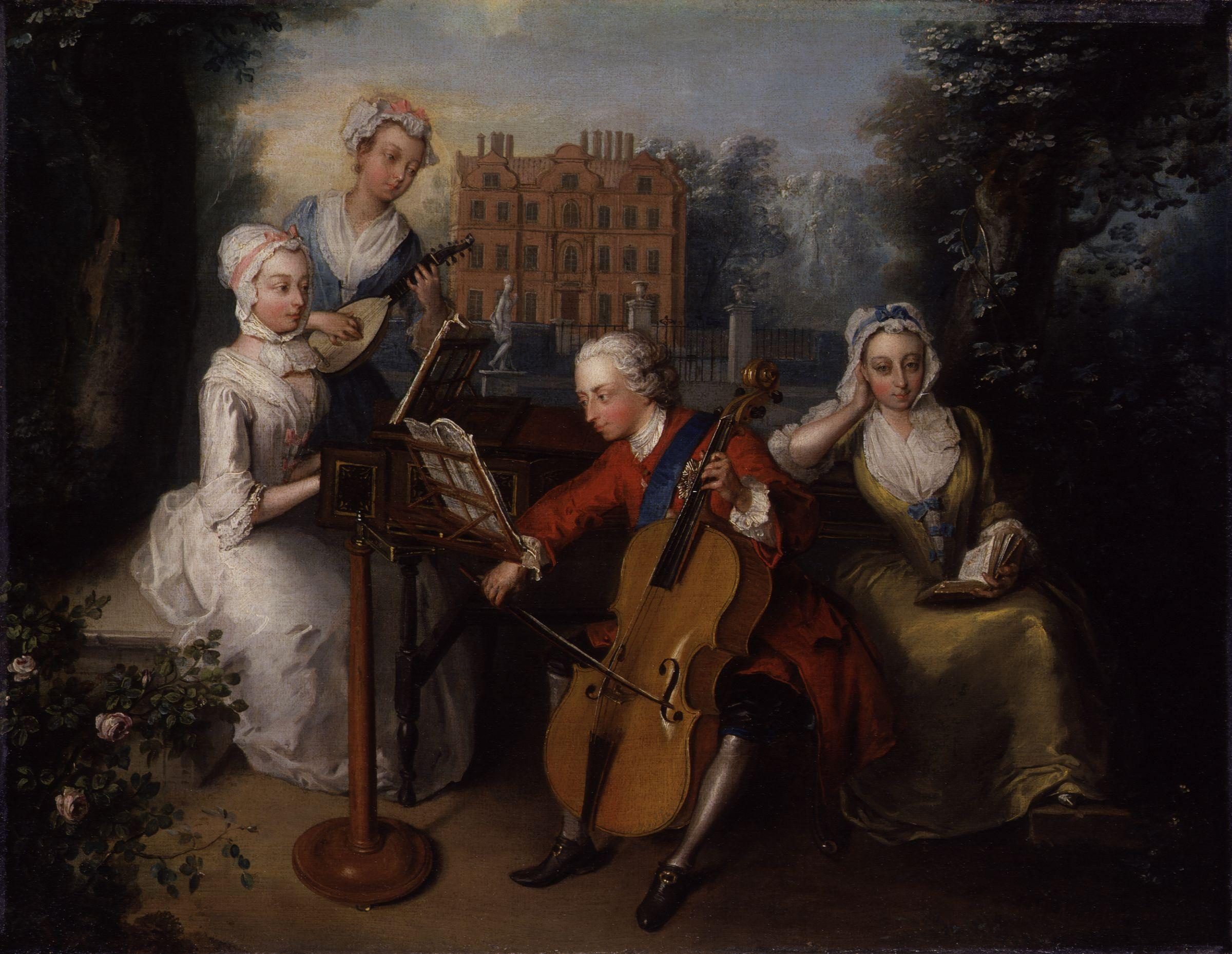
Prins Fredrik Ludvig, prins av Wales och hans systrar Anne, Caroline och Amelia.